# Sardinian International Championships
Il Sardinian International Championships è stato un torneo professionistico di tennis giocato su campi in terra rossa. Faceva parte dell'ATP Challenger Series. Si giocava annualmente a Cagliari in Italia.

## Albo d'oro

### Singolare
| Anno | Campione            | Finalista        | Punteggio     |
| ---- | ------------------- | ---------------- | ------------- |
| 2000 | Andrea Gaudenzi     | Martín Rodríguez | 2–6, 7–5, 6–2 |
| 2001 | Fernando Vicente    | David Sánchez    | 4–6, 6–2, 6–4 |
| 2002 | Non disputato       | Non disputato    | Non disputato |
| 2003 | Filippo Volandri    | Rafael Nadal     | 2–6, 6–2, 6–1 |
| 2004 | Didac Perez-Minarro | Marc López       | 6–4, 6–1      |

### Doppio
| Anno | Campioni                                   | Finalisti                           | Punteggio     |
| ---- | ------------------------------------------ | ----------------------------------- | ------------- |
| 2000 | Tomáš Cibulec Leoš Friedl                  | Andrea Gaudenzi Diego Nargiso       | 6–1, 3–6, 7–5 |
| 2001 | Juan Ignacio Carrasco Álex López Morón (1) | Marc López Fernando Vicente         | 6–2, 4–6, 6–4 |
| 2002 | Non disputato                              | Non disputato                       | Non disputato |
| 2003 | Álex López Morón (2) Andrés Schneiter      | Juan Ignacio Carrasco Albert Portas | 5–7, 6–4, 7–5 |
| 2004 | Tomas Behrend Giorgio Galimberti           | Werner Eschauer Daniel Köllerer     | 6–2, 6–1      |